# Дейн Де Гаан
Дейн Де Гаан (англ. Dane DeHaan; нар. 6 лютого 1986, Аллентаун, Пенсільванія, США) — американський актор. Найбільш відомий своїми ролями у фільмах «Хроніка» (2012), «Місце під соснами» (2012), «Убий своїх коханих» (2013), «Нова Людина-павук 2. Висока напруга» (2014) та «Валеріан та місто тисячі планет» (2017).

## Ранні роки життя

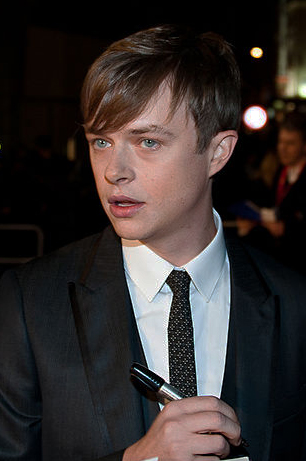
На Лондонському кінофестивалі, листопад 2013 р.

Де Гаан народився в місті Аллентаун, штат Пенсільванія. Його батько — програміст Джефф Де Гаан, мати — Синтія Бошіа. У нього є старша сестра, Меган.
Він відвідував середню школу в Еммаусі, штат Пенсильванія протягом трьох років, де виступав в аматорському театрі. Він перейшов на Університеті Мистецтв Північної Кароліни, де він вперше опинився серед акторів і закінчив його у 2008 році.

## Кар'єра
Де Гаан почав свою кар'єру на сцені як дублер для Хейлі Джоела Осмента в бродвейській постановці «Американського Буффало». У 2008 році він дебютував на телебаченні в епізоді серіалу «Закон і порядок. Спеціальний корпус», а також у фільмі 2010 року в Джона Сейлза «Аміго». Також він грав Джессі в третьому сезоні «Пацієнтів» і зіграв Тімбо в четвертому сезоні «Справжної крові».
У 2011 році він отримав головну роль у фантастичному трилері «Хроніка», котрий знайшов позитивний відгук у глядачів. Після цього фільму ДеХаан став знаменитим.
У 2017 році Гаан знявся у науково-фантастичному фільмі Люка Бессона «Валеріан та місто тисячі планет» разом із Карою Делевінь за мотивами французької серії коміксів «Валеріан та Лорелайн».

## Особисте життя
30 червня 2012 одружився з акторкою Ганні Вуд, з якою зустрічався з 2006 року, обидва з’явились у фільмі «Хроніка» (2012).
2 квітня 2017 року у пари народилася дочка Боуї Роуз Де Гаан. 
28 травня 2020 року у пари народився син Берт Аполло Де Гаан.

## Фільмографія

### Фільми
| Рік  |    | Українська назва                         | Оригінальна назва                           | Роль                      |
| ---- | -- | ---------------------------------------- | ------------------------------------------- | ------------------------- |
| 2010 | ф  | Аміго                                    | Amigo                                       | Мак Ласлов                |
| 2012 | ф  | Хроніка                                  | Chronicle                                   | Ендрю Детмер              |
| 2012 | ф  | Джек і Діана                             | Jack & Diane                                | Кріс                      |
| 2012 | ф  | Найп'янкіший округ у світі               | Lawless                                     | Крікет Пейт               |
| 2012 | ф  | Лінкольн                                 | Lincoln                                     | солдат                    |
| 2012 | ф  | Місце під соснами                        | The Place Beyond the Pines                  | Джейсон Ґлентон           |
| 2013 | ф  | Вузол диявола                            | Devil's Knot                                | Кріс Морґан               |
| 2013 | ф  | Metallica: Крізь неможливе               | Metallica: Through the Never                | Тріп                      |
| 2013 | ф  | Убий своїх коханих                       | Kill Your Darlings                          | Люсьєн Карр               |
| 2014 | ф  | Нова Людина-павук 2. Висока напруга      | The Amazing Spider-Man 2                    | Гаррі Озборн              |
| 2014 | ф  | Якщо твоя дівчина — зомбі                | Life After Beth                             | Зак Орфман                |
| 2015 | ф  | Лицар кубків                             | Knight of Cups                              | Пол                       |
| 2015 | ф  | Життя                                    | Life                                        | Джеймс Дін                |
| 2016 | мф | Балерина                                 | Ballerina                                   | Віктор (голос)            |
| 2016 | ф  | Два закоханих і ведмідь                  | Two Lovers and a Bear                       | Роман                     |
| 2017 | ф  | Ліки від щастя                           | A Cure for Wellness                         | Локгарт                   |
| 2017 | ф  | Тюльпанова лихоманка                     | Tulip Fever                                 | Ян ван Лоос               |
| 2017 | ф  | Валеріан та місто тисячі планет          | Valerian and the City of a Thousand Planets | Валеріан                  |
| 2018 | мф | Діти вантажних вагонів: Острів сюрпризів | The Boxcar Children: Surprise Island        | Джон Джозеф Олден (голос) |
| 2019 | ф  | Біллі Кід                                | The Kid                                     | Біллі Кід                 |
| 2023 | ф  | Оппенгеймер                              | Oppenheimer                                 | Кеннет Ніколс             |
| 2023 | ф  | Дурні гроші                              | Dumb Money                                  | босс                      |
|      | ф  | Тигри                                    | The Tiger                                   | Канчуга                   |
|      | ф  | Маккарті                                 | McCarthy                                    | Рой Кон                   |

### Телебачення
| Рік       |    | Українська назва                    | Оригінальна назва                 | Роль                              |
| --------- | -- | ----------------------------------- | --------------------------------- | --------------------------------- |
| 2008      | с  | Закон і порядок: Спеціальний корпус | Law & Order: Special Victims Unit | Вінсент Беквіт (Епізод: "Lunacy") |
| 2010      | тф |                                     | At Risk                           | Кел Тредд                         |
| 2010      | с  |                                     | In Treatment                      | Джессі Д'Амато (7 епізодів)       |
| 2011      | с  | Реальна кров                        | True Blood                        | Тібмо (3 епізоди)                 |
| 2019—2020 | с  |                                     | ZeroZeroZero                      | Кріс Лінвуд (8 епізодів)          |
| 2020      | с  |                                     | The Stranger                      | Карл (13 епізодів)                |
| 2021      | с  | Історія Лізі                        | Lisey's Story                     | Карл (8 епізодів)                 |
| 2022      | с  | Сходи                               | The Staircase                     | Клейтон Петерсон (8 епізодів)     |
| 2025      | с  | Первісна Америка                    | American Primeval                 | Джейкоб Претт (6 епізодів)        |

### Музичні відео
- Metallica — Through the Never (2013)
- Imagine Dragons — I Bet My Life (2014)

## Нагороди

### Кінематографічні нагороди
| Рік  | Нагорода                                      | Категорія           | Фільм              | Результат |
| ---- | --------------------------------------------- | ------------------- | ------------------ | --------- |
| 2013 | Премія міжнародного кінофестивалю у Гемпстоні | Проривний перфоманс | Убий своїх коханих | Перемога  |
| 2013 | Готем                                         | Проривний актор     | Убий своїх коханих | Номінація |
| 2014 | БАФТА                                         | Висхідна зірка      |                    | Номінація |

### Театральні нагороди
| Рік  | Нагорода   | Категорія         | Вистава       | Результат |
| ---- | ---------- | ----------------- | ------------- | --------- |
| 2014 | Obie Award | За виконання ролі | Іншопланетяни | Перемога  |